# 大衛·張
大衛·張（英語：David Truong，1945年9月2日—2014年6月26日），原名張廷雄，生活在美國的南越公民，曾參與反對越戰的和平運動。張是越南共和國政治家張廷遊的兒子，後者是1967年越南共和國總統選舉中與阮文紹競爭的總統候選人。張廷遊主張與越南南方民族解放陣線進行談判以結束戰爭。大衛·張和同謀羅納德·漢弗萊因向越南傳遞外交電報和機密資訊而被捕。他們於1978年被判犯有間諜罪。
大衛·張出生於越南西貢（今胡志明市），有一個妹妹莫妮克·張·米勒（Monique Truong Miller）。1965年，張赴美進入美國斯坦福大學學習，在此之前他曾在巴黎生活和學習。被定罪後，張於1982年開始服刑，並於四年後獲得假釋。
1981年，張與美國經濟學家卡羅琳·蓋茨（Carolyn Gates）結婚，在張獲釋后，這對夫婦先後居住於荷蘭和馬來西亞。他教授經濟學，並擔任歐盟委員會的經濟發展顧問。2014年6月，大衛·張在馬來西亞檳城的一家醫院因癌症去世。

## 間諜罪
張於1978年1月被捕，對他公寓的搜查中發現了他持有的兩份絕密國務院文件。這些檔是由美國新聞署雇員漢弗萊提供給他的，並由張通過一名女子轉交到越南，這名女子原來是中央情報局和聯邦調查局的雙重間諜。
1978年，張與同謀漢弗萊一起受審。他們被指控犯有六項罪名，包括共謀罪、間諜罪、竊取國家機密和未登記爲外國政府的代理人。漢弗萊的辯護理由是，他試圖換取越南當局釋放他的同居妻子和她的四個孩子。張和漢弗萊被判犯爲越南從事間諜罪，兩人都被判處15年徒刑。這是越南戰爭中唯一的軍事間諜案件。